# Lý Thanh Vân
Lý Thanh Vân (giản thể: 李清云; phồn thể: 李清雲; bính âm: Lǐ Qīngyún) hay Lý Khánh Viễn (3 tháng 5 năm 1677 - 6 tháng 5 năm 1933) là một người buôn bán thảo dược, võ sĩ, và cố vấn binh lược người Trung Quốc, được biết đến với tuổi thọ giả thiết là cực cao. Ông tuyên bố sinh vào năm Càn Long thứ nhất (1736), trong khi đó những hồ sơ lý lịch gây tranh cãi lại đưa ra là năm Khang Hi thứ 16 (1677). Cả hai tuổi thọ được tuyên bố là 197 và 256 năm đều vượt xa tuổi thọ đã được xác nhận là lâu nhất là 122 năm 164 ngày thuộc về một phụ nữ người Pháp Jeanne Calment. Ngày sinh thực sự của ông chưa từng được xác định và những tuyên bố của ông đã bị ngành lão khoa bác bỏ, coi đó như là một chuyện hoang đường.

## Tiểu sử
Lý Thanh Vân sinh vào một ngày không xác định rõ tại Kỳ Giang, Tứ Xuyên, Đại Thanh.
Ông sống phần lớn cuộc đời ở những vùng núi và có kỹ năng khí công. Ông làm nghề buôn bán các loại thảo dược linh chi, củ khởi, nhân sâm mọc hoang, hà thủ ô đỏ và rau má cùng với các loài thảo mộc khác của Trung Quốc, và sống bằng chế độ ăn uống các loài thảo mộc và rượu gạo.
Ở Tứ Xuyên người ta cho rằng Lý Thanh Vân đã biết đọc viết từ khi còn là một đứa trẻ, và vào sinh nhật lần thứ 10 ông đã đi đến Cam Túc, Sơn Tây, Tây Tạng, Việt Nam, Thái Lan và Mãn Châu để thu thập thảo mộc, và tiếp tục công việc này trong một thế kỷ, trước khi chuyển sang bán những thảo mộc do người khác hái.
Sau khi đến Khai huyện, giả thiết cho rằng Lý Thanh Vân đã 72 tuổi vào lúc đó, tức năm 1749, ông gia nhập vào quân đội của tư lệnh cấp tỉnh Yeuh Jong Chyi, trở thành một võ sư và một cố vấn chiến thuật.
Năm 1927, tổng tư lệnh của Quốc dân Cách mệnh Quân Dương Sâm (揚森) đã mời ông về dinh thự của mình ở Vạn Châu, Tứ Xuyên.
Thủ lĩnh quân phiệt Trung Quốc Ngô Bội Thu (吳佩孚) đã đem ông về nhà để cố nghiên cứu bí mật về cách sống thọ 250 năm.
Ông qua đời vào ngày 6 tháng 5 năm 1933 tại Khai huyện, Tứ Xuyên, Trung Hoa Dân Quốc và chết trước người vợ thứ 24 lúc ấy đã 60 tuổi. Lý Thanh Vân được cho là có hơn 200 con cháu và sống lâu hơn 23 bà vợ của ông. Mặc dù các nguồn khác công bố rằng ông có 180 con cháu với hơn 11 thế hệ vẫn còn sống tại thời điểm ông qua đời và 14 cuộc hôn nhân.
Sau khi ông mất, Dương Sâm đã viết một báo cáo về ông, Nhất cá nhị bách ngũ thập tuế trường thọ lão nhân đích chân thật ký tái (一个250岁长寿老人的真实记载), trong đó mô tả: "Ông có thị lực tốt và sải chân lanh lợi; Lý cao 7 feet, móng tay dài, và làn da hồng hào."

## Tuổi thọ
Trong khi Lý Thanh Vân tuyên bố ông sinh năm 1736, thì một giáo sư đại học Thành Đô, Ngô Chung Kiệt (Wu Chung-Chieh), đã khẳng định rằng Thanh Vân sinh năm 1677; theo một bài báo của New York Times năm 1930, Ngô Chung Kiệt đã khám phá ra những tài liệu của chính phủ Hoàng gia Trung Hoa từ năm 1827 đã chúc mừng Lý Thanh Vân nhân dịp sinh nhật thứ 150, những tài liệu sau này cũng chúc mừng sinh nhật lần thứ 200 của ông vào năm 1877. Năm 1928, một phóng viên của tờ New York Times viết rằng nhiều người cao niên xóm giềng của Lý Thanh Vân khẳng định rằng ông nội của họ đã biết cụ Lý từ khi còn là những cậu nhóc, lúc đó Thanh Vân đã là một người trưởng thành.
Tuy nhiên, một phóng viên của tờ The New York Times viết rằng: "Rất nhiều người gặp qua ông đều nói rằng nhìn ông chẳng khác gì những người sinh sau ông hai thế kỉ cả." Thêm vào đó, những nhà nghiên cứu ngành lão khoa đã xem qua mức tuổi thọ này và tỏ ra thái độ cực kỳ hoài nghi; theo đó tần số ngưỡng tuổi không thể vượt qua (tức tỉ lệ không thể sống qua năm sau) ngày càng tăng khi số tuổi càng lớn, từ 65% ở ngưỡng 110-111 tuổi, đến 98% ở tuổi 115, và 100% ở ngưỡng 120+. Điều này hàm ý rằng "những số liệu thống kê này là giả do sai sót trong khâu quản lý số liệu tuổi thọ". Các nhà nghiên cứu đã gọi sự tự nhận của ông là "hoang đường" và đồng thời cũng cho rằng mức tuổi thọ của ông, 256 tuổi, là bằng {\displaystyle 2^{8}}, mà 8 là con số may mắn ở Trung Quốc, nói chung là họ cho rằng con số đó là bịa đặt. Ngoài ra, mối liên hệ giữa số tuổi của Lý Thanh Vân khai với những bài tập khí công, chế độ dinh dưỡng của ông đã đưa ra lý do khác để nghi ngờ; những nhà nghiên cứu nhận thấy rằng "những dạng huyền thoại này [kiểu tu tập theo triết lý hoặc tôn giáo để một người đạt được trường thọ] rất phổ biến ở vùng Viễn Đông".